# スキマノハナタバ 〜Smile Song Selection〜
『スキマノハナタバ 〜Smile Song Selection〜』（スキマノハナタバ スマイル・ソング・セレクション）は、スキマスイッチの2枚目のセレクションアルバム。

## 解説
- 「笑顔になれる曲」をテーマに選曲されている。
- 初回生産限定盤（DVD付）、通常盤の2種類同時発売。
- 全収録曲が1つのストーリーになったコンセプトムービーが作成された。コンセプトムービーには志尊淳と見上愛が出演している[1]。

## 収録曲
1. 全力少年 Remastered
  - 初出：配信シングル（2020年4月3日）
  - ディズニー/ピクサー映画『2分の1の魔法』日本版エンドソング
  - タイアップに合わせ2005年にリリースした5thシングルをリマスターしたもの。
2. 夏のコスモナウト
  - 初出：21stシングル「Ah Yeah!!」（2014年7月23日）
  - 2014年全国高等学校総合体育大会公式応援ソング
  - 読売新聞「インターハイ 自称、次期日本代表編」CMソング
  - 読売新聞「インターハイ2015 待ってろ、世界編」CMソング
  - 第30回記念 北海道マラソン2016 オフィシャルソング
3. 青春
  - 初出：26thシングル（2019年7月3日）
  - ジョンソン・エンド・ジョンソン「アキュビュー はじめてのグループ篇」CMソング[2]
  - ジョンソン・エンド・ジョンソン「アキュビューはじめてのマネージャー篇」CMソング
  - ジョンソン・エンド・ジョンソン「アキュビュー 別格のつけ心地篇」CMソング
  - ジョンソン・エンド・ジョンソン「アキュビュー 裸眼みたいな私　英会話篇」CMソング
  - ジョンソン・エンド・ジョンソン「アキュビュー 裸眼みたいな私　食事会篇」CMソング
4. ガラナ
  - 初出：7thシングル（2006年8月16日）
  - 全国東宝系映画『ラフ ROUGH』主題歌
5. ミスターカイト
  - 初出：25thシングル（2017年9月13日）
6. 星のうつわ
  - 初出：22ndシングル（2014年12月3日）
  - 全国東宝系映画『THE LAST -NARUTO THE MOVIE-』主題歌[3]
7. かけら ほのか
  - 初出：2ndアルバム『空創クリップ』（2005年7月20日）
8. Hello Especially
  - 初出：19thシングル（2013年7月31日）
  - フジテレビ系『銀の匙 Silver Spoon』エンディングテーマ
9. LとR
  - 初出：5thアルバム『musium』（2011年10月5日）
10. トラベラーズ・ハイ
  - 初出：18thシングル「スカーレット」（2013年6月19日）
  - 『TOUR 2012-2013“DOUBLES ALL JAPAN”』テーマソング
  - 松山発オリジナルアニメーション『マッツとヤンマとモブリさん』エンディングテーマ
  - JB本四高速 CMソング
  - RKB毎日放送創立65周年記念 西日本新聞創刊140周年記念「大アマゾン展」テーマソング
11. Ah Yeah!!
  - 初出：21stシングル（2014年7月23日）
  - MBS・TBS系アニメ『ハイキュー!!』オープニングテーマ
  - TOHO animation配給映画 劇場版総集編 後編『ハイキュー!!勝者と敗者』テーマソング
12. ゴールデンタイムラバー
  - 初出：12thシングル（2009年10月14日）
  - MBS・TBS系アニメ『鋼の錬金術師 FULLMETAL ALCHEMIST』第3期オープニングテーマ[4][5]（第27話 - 第38話）。
13. 晴ときどき曇
  - 初出：15thシングル（2011年9月14日）
  - 花王「アタックNeo」CMソング。
14. あけたら
  - 新録。
  - 新型コロナウイルスの流行を受けて、緊急事態宣言中に大橋が書いた楽曲[6]。
  - 大橋は「苦しんでいる人がいる中で曲を書いていていいのか」という思いから曲が書けなくなっていたが「「今しか書けない曲があるはず」と無理矢理絞り出した」と語っている[6]。また、大橋は「自分の為だけに書いたような曲」とも語っている[7]。
  - 大橋の楽曲制作はほとんどの場合メロディ先行であるところ、この楽曲に限っては「今思っていることをそのまま書こう」と歌詞先行で制作された[6]。
  - 大橋は、この楽曲が収録されている『Bitter Coffee』をリリースした際に「「あけたら」を書いたことで自分の中にたまっていた怒りのような感情を吐き出すことができ、そこから曲が書けるようになった。「あけたら」がなかったら未だに曲を書く気になれていなかったかもしれないし、アルバムを出そうという気にもなれていなかったかもしれない。」と語っている[8]。
  - 20周年記念のベストアルバム『POPMAN'S WORLD -Second-』のDisc2「TKY selection」に収録されている。大橋は「20年の歴史の中では非常に大きな曲」として選曲している[9]。

## 演奏
- 大橋卓弥
  - Vocal
  - Chorus (#1-13)
  - Acoustic Guitar (#2.3.4.6.8.9.12.13)
  - Electric Guitar (#9.11)
- 常田真太郎
  - Piano (#1-11.13.14)
  - Rhodes (#12)
  - Other Instruments (#2-6.8-14)
  - Treatments (#1.4.7)
- 村石雅行：Drums (#1.5.9.10.12)
- 沖山優司：Bass (#1.3.4.13)
- 桜井秀俊 (真心ブラザーズ)：Acoustic Guitar (#1)
- 若森さちこ：Percussions (#1.7)
- 上石統、田中充：Trumpet (#1)
- 宮内岳太郎：Trombone (#1)
- 渡辺ファイヤー：Sax (#1)
- 朝川朋之：Harp (#1)
- 弦一徹ストリングス：Strings (#1-6.10.13)
- 佐野康夫：Drums (#2.11)
- 小松秀行：Bass (#2)
- 石成正人：Electric Guitar (#2.10.12)
- 河村智康：Drums (#3.4.13)
- 美久月千晴：Bass (#3)
- 西川進：Electric Guitar (#3.11)
- 朝倉真司：Percussion (#3)
- 小倉博和
  - Electric Guitar (#4)
  - Acoustic Guitar (#8)
- 三沢またろう：Percussion (#4)
- 種子田健：Bass (#5.9.10.12)
- 藤井謙二 (The Birthday)：Electric Guitar (#5.9)
- 玉田豊夢：Drums (#6)
- 山口寛雄：Bass (#6.11)
- 山本タカシ：Electric Guitar (#6)
- 橋谷田真：Drums (#7)
- 金森佳朗：Bass (#7)
- 山本拓夫
  - Flute, Alto Flute, Clarinet, Bass Clarinet (#7)
  - Tenor Sax (#10)
- 古田たかし：Drums, Tambourine (#8)
- 有賀啓雄：Bass (#8)
- 松本智也：Percussion (#10.12.13)
- 西村浩二、菅坂雅彦：Trumpet (#10)
- 村田陽一：Trombone (#10)
- 佐橋佳幸：Electric Guitar (#13)

## 初回特典DVD
- 「あけたら」Recording Making
- 「スキマノハナタバ～Smile Song Selection～」Special Interview

## ライブ映像作品
新録楽曲のみ記載。既出の楽曲については、初収録の作品ページを参照。
| 曲名     | 発売年 | 作品名                                            |
| -------- | ------ | ------------------------------------------------- |
| あけたら | 2021年 | スキマスイッチ TOUR 2020-2021 Smoothie THE MOVIE  |
| あけたら | 2023年 | スキマスイッチ TOUR 2022 “café au lait” THE MOVIE |

## 他のアルバムへの収録
新録楽曲のみ記載。既出の楽曲については、初収録の作品ページを参照。
| 曲名     | 発売年 | 作品名                                 | 分類       |
| -------- | ------ | -------------------------------------- | ---------- |
| あけたら | 2021年 | スキマスイッチ TOUR 2020-2021 Smoothie | ライブ     |
| あけたら | 2021年 | Bitter Coffee                          | オリジナル |
| あけたら | 2023年 | POPMAN'S WORLD -Second-                | ベスト     |